# あねコミ
『あねコミ』は、井上和郎による日本の漫画。白泉社の漫画雑誌『ヤングアニマルあいらんど』にて、2008年no.7から2012年no.20まで連載された。話数カウントは「○作目」。
漫画執筆に奮闘する姉とそれに協力させられる弟の苦悩を描いたコメディ作品。作者の井上によると主人公の姉弟に関してはモデルが存在するという。

## あらすじ
漫画家志望の姉・まなを持つ以外、ごく普通の高校生、鈴鳴涼太は今日も家路に急いでいた。涼太が家に帰ると、まなは今日も漫画が描けずにやけを起こしていた。まなは大手出版社の依頼で漫画家デビューを果たすが、その内容は「H漫画」であった。未経験であるまなは、Hなシーンを描くことができないために、涼太に相談する。姉の漫画の成功のために協力する涼太の苦難の日々が始まる。

## 登場人物
鈴鳴 涼太（）
主人公。17歳。ごく普通の高校生だが、シスコン。両親とは死別しており、姉と二人暮らし。姉の漫画のモデルや実験台として、苦難の生活を送る。年相応にスケベな面もあるが、姉や和佳子の漫画への姿勢を見て協力するなど、情に厚い。
鈴鳴 まな（）
涼太の姉。21歳。スズナリ・マナのペンネームで執筆活動を行っていた。外見は幼く、髪をツインテールにくくった生娘である。漫画以外のことに疎い生娘のため、弟をモデルにしている。好物は魚肉ソーセージ。
高嶺 和佳子（）
涼太のクラスメイトの委員長。美人だが、生真面目で気の強い性格であり、鉄の女と恐れられていたが、マナの漫画の大ファンであり、アシスタントとして参加。アシスタントとして涼太をライバル視している。マナの漫画のためには、エロ行為のモデルへの協力を惜しまないが、サディストであり、涼太に対しては暴力行為も辞さない。
黒崎{くろさき（）
マナの漫画の担当編集。ヤクザの如き風貌であり、涼太からは「ヤクザ編集」と影で呼ばれている。マナの才能を見抜き、漫画を祝福、アドバイスするなど誠実な顔を見せるが、漫画の成功のためには涼太の姉への想いを利用するなど、あくどい性格。
安住（）
黒崎の部下。一見好青年だが、漫画の成功のためにはまなの注文も引き受ける。当初は編集長として登場したが、実際は涼太とまなの様子を見るための黒崎からの刺客に過ぎなかった。
渡良瀬（）
11作目に登場。まなの原作アニメ作品「ごーいんぐアンダーグラウンド」の音響監督。役者出身ではなく音響一筋でやってきた姉御肌の女性。作品のアフレコが上手くいかず、悩んでいた所、助け船に演技を実践した涼太たちを見て驚愕。その後、声優陣の熱望により、プレイ同然のアフレコを行わせる。

## 書誌情報
- 井上和郎『あねコミ』 白泉社〈ジェッツコミックス〉、全2巻
  1. 2011年3月5日初版発行 ISBN 978-4-592-14801-2
  2. 2012年12月5日初版発行 ISBN 978-4-592-14802-9

1巻には同誌で連載された4コマ作品『春らんまん!』も収録されている。

## 備考
作中、涼太の中の悪魔および飾られているフィギュアとして『デトロイト・メタル・シティ』の登場人物、ヨハネ・クラウザーII世が登場している。